# Louis Daguerre
Louis-Jacques-Mandé Daguerre, francoski umetnik in fizik, * 18. november 1787, Cormeilles-en-Parisis, Francija, † 10. julij 1851 Petit-Bry-sur-Marne, Val-d'Oise, Francija.
Daguerre je najbolj znan po izumu dagerotipa, predhodnika fotoaparata, oziroma fotografskega postopka s fotografiranjem na posebno kovinsko ploščo. Izobraževal in izpopolnjeval se je v arhitekturi, gledališkem oblikovanju in panoramskem slikanju skupaj s Prévostom. Še posebej je bil izurjen in spreten za gledališko iluzijo, tako da je postal znan oblikovalec za gledališče in je kasneje iznašel dioramo, ki so jo odprli julija 1822 v Parizu.
Daguerre je prvo fotografijo ustvaril nekaj let po tem, ko je Nicéphore Niépce napravil svoj heliogram, prvo trajno fotografijo. Oba umetnika sta sodelovala do nenadne Niépceve smrti leta 1833.
Daguerre je svoje najnovejše izboljšanje dagerotipa objavil po nekaj letih eksperimentiranja, v sodelovanju z Académie des Sciences. 7. januarja 1839. Daguerrov izum je 19. avgusta 1839 kupila francoska vlada in ga razglasila za darilo "Libérez au monde" (fr. Svoboden za svet).